# Taos (Missouri)
Pour les articles homonymes, voir Taos (homonymie).
Taos est une ville du comté de Cole, dans le Missouri, aux États-Unis,. Située à l'est du comté, elle est fondée en 1849 et est incorporée en 1972.

## Démographie
Lors du recensement de 2010, la ville comptait une population de 878 habitants. Elle est estimée, en 2016, à 1 139 habitants.

## Source de la traduction
- (en) Cet article est partiellement ou en totalité issu de l’article de Wikipédia en anglais intitulé « Taos, Missouri » (voir la liste des auteurs).